# Iniforis distinguenda
Iniforis distinguenda is een slakkensoort uit de familie van de Triphoridae. De wetenschappelijke naam van de soort is voor het eerst geldig gepubliceerd in 1881 door Dunker.